# Coppa Italia 2002-2003 (calcio a 5)
La Coppa Italia 2002-2003 è stata la diciottesima edizione della manifestazione riservata alle società di Serie A. Rispetto alla precedente edizione, il regolamento della Coppa è variato per adattarsi alla riduzione dell'organico della Serie A sceso da 16 a 14 unità. Le finaliste del 2002 (BNL e Prato) sono infatti ammesse di diritto ai quarti di finale, mentre le rimanenti squadre si affrontano negli ottavi di finale. La final four della manifestazione è stata organizzata dalla Lazio presso il PalaRomboli di Colleferro. 

## Avvenimenti
La finale, vinta dalla squadra ospitante per 3-2 contro il Prato è stata rigiocata il mese successivo sul neutro di Pescara, poiché il giudice sportivo rilevò che "gli specifici comportamenti posti in essere volontariamente dai tesserati della Nuova Associazione Sportiva Lazio Calcio a 5 nel corso dell'incontro, finalizzati sistematicamente ad interrompere efficaci azioni di attacco della squadra avversaria, hanno avuto influenza diretta sul regolare svolgimento della gara e sono stati perpetrati dolosamente al fine di far conseguire alla società di appartenenza un ingiusto vantaggio, in palese violazione dei principi di lealtà, correttezza e probità" (comunicato ufficiale N. 349 del 3 aprile 2003). La ripetizione della partita per cause "ambientali" fu una decisione inedita e senza precedenti in seno alla FIGC.

## Ottavi di finale

### Andata[3]
| Arbitri: | Camillo Degli Esposti (Rimini) Fabrizio Ferrari (Modena) |

|                                                                       |           |                            |
| Iovine 2’, 34’ Fasciano 8’ I. Roma 9’ Caleca 11’, 27’ Gaucci 13’, 23’ | Marcatori | 13'30’ Bolognese 29’ Serra |

| Arbitri: | Fabio Conti (Como) Gianluca Dal Mas (Bolzano) |

|                               |           |                             |
| Stecchini 10’, 28’ Lonchu 21’ | Marcatori | 21'30'’ Morgado 30’ Palusci |

| Arbitri: | Ruggiero Mennunni (Barletta) Alessandro Scardicchio (Bari) |

|                                                               |           |                                                          |
| L. Vicentini 17’ Ficca 21’ Tomasetto 24’, 33’ Merlino 39'47'’ | Marcatori | 10’, 36’, 37'30'’ Amoroso 28’ Antonelli 35’, 37’ Bonanno |

| Arbitri: | Rosario Buffo (Catania) Alessandro Radicello (Palermo) |

|                                              |           |                           |
| Skurko 1’ D'Alessandro 2’, 26’ Calafiore 22’ | Marcatori | 21’ Giglio 39’ R. Bertoni |

| Arbitri: | ? Bellei (Reggio Emilia) Andrea Smacchi (Gubbio) |

|                                           |           |                                     |
| Previdelli 1’ Veronesi 26’ De Noronha 29’ | Marcatori | 10’ Toni 24’ Mendes 28’, 32’ Tilico |

| Arbitri: | Mauro Del Tutto (Ciampino) Catello Abagnale (Ciampino) |

|                      |           |                 |
| Montovaneli 18’, 26’ | Marcatori | 1’, 38’ Sánchez |

### Ritorno[4]
| Cagliari 8 ottobre 2002                                                                                      | Cagliari  | 2 – 6 (0-2)                                        | Perugia |  |
| \| \| \| \| \| Bolognese 23’ Grade 25’ \| Marcatori \| 5’, 15’ Rogério 30’ Cerrotta 13’, 14’, 18’ I. Roma \| |           |                                                    |         |  |
| |           |                                                    |         |  |
| Bolognese 23’ Grade 25’                                                                                      | Marcatori | 5’, 15’ Rogério 30’ Cerrotta 13’, 14’, 18’ I. Roma |         |  |

| Pescara 8 ottobre 2002 | Pescara   | 3 – 4 (1-1)                                        | Petrarca | PalaRigopiano |
| \| \| \| \| \| Giustozzi 19’ Carnevale 37’ Lorenzetti 19'30'’ \| Marcatori \| 10’ Stecchini 33’ (aut.) Morgado 35’, 39’ Tavoloni \| |           |                                                    |          |               |
| |           |                                                    |          |               |
| Giustozzi 19’ Carnevale 37’ Lorenzetti 19'30'’                                                                                      | Marcatori | 10’ Stecchini 33’ (aut.) Morgado 35’, 39’ Tavoloni |          |               |

| Scafati 8 ottobre 2002 | Stabia               | 6 – 4 (4-1, 5-3, 5-3)                                         | Reggio | Palazzetto dello sport |
| \| \| \| \| \| Foglia 5'35'’, 8'38'’ Suarato 6'39'’, 48'36'’ Florio 10'10'’ Giglio 30'10'’ \| Marcatori \| 15'42'’ Skurko 28'25'’ Calafiore 34'27'’ Rodà 46'46'’ A. Zema \| \| Foglia R. Bertoni E. Bertoni Giglio Suarato \| Tiri di rigore 4 – 3 \| Ferraro Moro Rodà Skurko A. Zema \| |                      |                                                               |        |                        |
| |                      |                                                               |        |                        |
| Foglia 5'35'’, 8'38'’ Suarato 6'39'’, 48'36'’ Florio 10'10'’ Giglio 30'10'’ | Marcatori            | 15'42'’ Skurko 28'25'’ Calafiore 34'27'’ Rodà 46'46'’ A. Zema |        |                        |
| Foglia R. Bertoni E. Bertoni Giglio Suarato | Tiri di rigore 4 – 3 | Ferraro Moro Rodà Skurko A. Zema                              |        |                        |

| Augusta 8 ottobre 2002                                                                     | Augusta   | 3 – 2 (1-0)              | Genzano | PalaJonio |
| \| \| \| \| \| Volpi 16’ Di Mare 33’ Almir 35’ \| Marcatori \| 30’ M. Grana 39’ Guerini \| |           |                          |         |           |
|                                                                                            |           |                          |         |           |
| Volpi 16’ Di Mare 33’ Almir 35’                                                            | Marcatori | 30’ M. Grana 39’ Guerini |         |           |

| Roma 8 ottobre 2002 | Roma RCB  | 3 – 6 (3-2)                                                                  | Lazio | Centro Sportivo “Giulio Onesti” |
| \| \| \| \| \| Antonazzi 3’, 15'36'’ Riscino 11’ \| Marcatori \| 15’ (t.l.), 17’ (rig.), 38’ Ippoliti 20'35'’ Forte 35’ Montovaneli 36’ Musti \| |           |                                                                              |       |                                 |
| |           |                                                                              |       |                                 |
| Antonazzi 3’, 15'36'’ Riscino 11’ | Marcatori | 15’ (t.l.), 17’ (rig.), 38’ Ippoliti 20'35'’ Forte 35’ Montovaneli 36’ Musti |       |                                 |

| Arzignano 10 ottobre 2002, ore 21:30 CEST                                                                              | Arzignano | 5 – 3 (1-2)                    | CUS Chieti | PalaFortis |
| \| \| \| \| \| Đulvat 17’ Amoroso 28’, 32’ Ragno 33’ Palmisciano 38’ \| Marcatori \| 2’, 35’ Ficca 15’ L. Vicentini \| |           |                                |            |            |
| |           |                                |            |            |
| Đulvat 17’ Amoroso 28’, 32’ Ragno 33’ Palmisciano 38’                                                                  | Marcatori | 2’, 35’ Ficca 15’ L. Vicentini |            |            |

## Quarti di finale

### Andata[5]
| Perugia 12 novembre 2002 | Perugia   | 4 – 4 (1-2)                                    | Prato | PalaEvangelisti |
| \| \| \| \| \| G. Roma 15’, 31’ Pereira 22’ Caleca 32’ (rig.) \| Marcatori \| 11’ Rubei 13’, 28’ Chilavert 28'30’’ Silvestri \| |           |                                                |       |                 |
| |           |                                                |       |                 |
| G. Roma 15’, 31’ Pereira 22’ Caleca 32’ (rig.)                                                                                  | Marcatori | 11’ Rubei 13’, 28’ Chilavert 28'30’’ Silvestri |       |                 |

| Augusta 12 novembre 2002                                                                                                   | Augusta   | 5 – 3 (2-1)                         | Stabia | PalaJonio |
| \| \| \| \| \| Tilico 8’, 22’ Almir 10’ Silveira 29’ Batata 39'45'’ \| Marcatori \| 9’ Giglio 28’ E. Bertoni 35’ Foglia \| |           |                                     |        |           |
| |           |                                     |        |           |
| Tilico 8’, 22’ Almir 10’ Silveira 29’ Batata 39'45'’                                                                       | Marcatori | 9’ Giglio 28’ E. Bertoni 35’ Foglia |        |           |

| Colleferro 12 novembre 2003                                                                                            | Lazio     | 6 – 4 (2-2)                       | BNL Roma |  |
| \| \| \| \| \| Bacaro 4’, 10’, 23’, 38’ Musti 25’ Montovaneli 32’ \| Marcatori \| 1’, 34’, 35’ Leandro 17’ Romanini \| |           |                                   |          |  |
| |           |                                   |          |  |
| Bacaro 4’, 10’, 23’, 38’ Musti 25’ Montovaneli 32’                                                                     | Marcatori | 1’, 34’, 35’ Leandro 17’ Romanini |          |  |

| Arzignano 12 novembre 2002                                                                                | Arzignano | 5 – 3 (1-2)                    | Petrarca | PalaFortis |
| \| \| \| \| \| Antonelli 12’, 23’, 29’, 31’ Ghiotto 26’ \| Marcatori \| 3’, 22’ Stecchini 18’ Calmonte \| |           |                                |          |            |
| |           |                                |          |            |
| Antonelli 12’, 23’, 29’, 31’ Ghiotto 26’                                                                  | Marcatori | 3’, 22’ Stecchini 18’ Calmonte |          |            |

### Ritorno[6]
| Arbitri: | Augusto Balestra (Forlì) Alberto Bianchi (Conegliano) |

| |           |                                                                        |
| A. Vicentini 12'13’’ Silvestri 14'03’’ Cristoforetti 18'46’’, 35'15’’ Busato 23'44’’ Rubei 38'02’’ | Marcatori | 13'07’’ Pereira 14'35’’, 38'31’’ Gaucci 19'59’’ Caleca 33'56’’ Rogério |

| Scafati 17 dicembre 2002                                                                            | Stabia    | 0 – 5 (0-1)                                                       | Augusta | Palazzetto dello sport |
| \| \| \| \| \| \| Marcatori \| 18'57’’, 25'31’’ Silveira 21'13’’ Bachega 26'25'’, 37'55'’ Tilico \| |           |                                                                   |         |                        |
| |           |                                                                   |         |                        |
| | Marcatori | 18'57’’, 25'31’’ Silveira 21'13’’ Bachega 26'25'’, 37'55'’ Tilico |         |                        |

| Ciampino 17 dicembre 2002                                                                                   | BNL Roma  | 3 – 2 (3-1)                           | Lazio | Palazzetto dello sport |
| \| \| \| \| \| Leandro 7’, 19’ Romanini 13’ (t.l.) \| Marcatori \| 16’ (t.l.) Ippoliti 15’ (t.l.) Bacaro \| |           |                                       |       |                        |
| |           |                                       |       |                        |
| Leandro 7’, 19’ Romanini 13’ (t.l.)                                                                         | Marcatori | 16’ (t.l.) Ippoliti 15’ (t.l.) Bacaro |       |                        |

| Padova 17 dicembre 2002 | Petrarca  | 3 – 6 (3-2)                                                        | Arzignano |  |
| \| \| \| \| \| Mastropierro 6’, 9’ Tavoloni 8’ \| Marcatori \| 7’ Bonanno 10’, 27’ Palmisciano 29’ Antonelli 29'49'’, 34’ Amoroso \| |           |                                                                    |           |  |
| |           |                                                                    |           |  |
| Mastropierro 6’, 9’ Tavoloni 8’ | Marcatori | 7’ Bonanno 10’, 27’ Palmisciano 29’ Antonelli 29'49'’, 34’ Amoroso |           |  |

## Fase finale
La final four di Coppa Italia è stata organizzata dalla Nuova Associazione Sportiva Lazio Calcio a 5 e si è svolta il 31 marzo e il 1º aprile 2003 presso il palazzetto dello sport "Alfredo Romboli" di Colleferro. La ripetizione della finale, disposta dal giudice sportivo, si è disputata sul neutro di Pescara presso il PalaRigopiano. Entrambe le partite sono state vinte dalla Lazio.

### Tabellone
|  | Semifinali | Semifinali | Semifinali |       |       | Finale | Finale | Finale |  |
|  |            |            |            |       |       |        |        |        |  |
|  | Lazio      | Lazio      | 8          |       |       |        |        |        |  |
|  | Lazio      | Lazio      | 8          |       |       |        |        |        |  |
|  | Arzignano  | Arzignano  | 3          |       |       |        |        |        |  |
|  | Arzignano  | Arzignano  | 3          |       | Lazio | Lazio  | 6      |        |  |
|  |            |            |            |       | Lazio | Lazio  | 6      |        |  |
|  |            |            | Prato      | Prato | 5     |        |        |        |  |
|  | Prato      | Prato      | Prato      | Prato | 5     | 4      |        |        |  |
|  | Prato      | Prato      |            |       |       |        |        |        |  |
|  | Augusta    | Augusta    | 1          |       |       |        |        |        |  |

### Semifinali
| Arbitri: | Guido Alfonsi (L'Aquila) Alberto Bianchi (Conegliano) |

|                 |           |                                                         |
| Di Mare 35'34’’ | Marcatori | 18'20’’, 30'41’’ Bearzi 25'41’’ Rubei 36'07’’ Sandrinho |

| Arbitri: | Valerio Ierace (Grosseto) Rosino Tatti (Avezzano) |

| |           |                                                   |
| De Nichile 1'16’’, 2'00’’ Musti 11'06’’, 20'50’’ Bonanno 24'01’’ (aut.) Rufo 31'44’’, 37'42’’ Licciardi 39'36’’ | Marcatori | 22'25’’ Amoroso 25'37’’ Antonelli 38'53’’ Toffolo |

### Finale
| Arbitri: | Marcello Toscano (Ercolano) Giuseppe Buluggiu (Cagliari) |

|                                       |           |                                  |
| Bacaro 23’13’, 28’22’ Ippoliti 29’08’ | Marcatori | 12'39’’ Bearzi 16'34’’ Quattrini |

### Ripetizione finale
| Arbitri: | Carlo Di Marco (Pescara) Ercole Vescio (Catanzaro) |

| |            | |
| Montovaneli 6'33'’, 44’ De Nichile 23'57'’, 40'37’’ Ippoliti 30'10'’ Bacaro 35'34'’ | Marcatori  | 1'15'’ Rubei 35'59'’ Cristoforetti 36’ (t.l.) 39’ 43’ (t.l.) A. Vicentini |
| · Caio Farina · Carlos Montovaneli · Rafael Teixeira · Mirko Medici · Adriano Salomão · Emanuele Fratini · Alessandro Caruana · Andrea Licciardi · Daniel De Nichile · Luca Ippoliti · Vinícius Bacaro · Marco Ripesi | Formazioni | · Claudio Fiori · Claudinho · Pablo Ranieri · Cristian Busato · Leonardo Carnevale · André Vicentini · Franco Bernardi · Sandrinho · Andrea Rubei · Andrea Cristoforetti · Andrea Bearzi · Matteo Trinci |
| Agenore Maurizi | Allenatori | Jesús Velasco |